# Bannockburn, Illinois
Bannockburn är en ort i Lake County, Illinois, USA.